# Neptune Orient Lines
Neptune Orient Lines Limited (NOL) ist eine singapurische Reederei, deren Haupttätigkeiten Containerschifffahrt und Supply-Chain-Management sind. 2002 machten Linienschifffahrt (74 %) und Logistik (18 %) den größten Teil der Geschäfte aus. NOL ist in Asien, Europa und Amerika tätig.
NOL gehörte zu 68 % der Temasek Holdings und hielt 100 % der Anteile der American President Lines (APL). Das Unternehmen ist im Straits Times Index an der Singapore Exchange gelistet.
Anfang 2008 prüfte der Mehrheitsaktionär Temasek eine Übernahme der TUI-Container-Sparte (Hapag-Lloyd), um sie mit der NOL zur drittgrößten Container-Reederei zusammenzuschließen. Mitte Oktober 2008 wurden die Kaufabsichten zurückgezogen.
Mitte 2016 erwarb die französische Containerschiffs-Reederei CMA CGM die Aktienmehrheit von Temasek, um NOL zu übernehmen. Die Übernahme wurde am 6. September 2016 abgeschlossen.